# Glūda (stacja kolejowa)
Glūda (łot. Glūda) – stacja kolejowa w miejscowości Glūda, w gminie Jełgawa, na Łotwie. Węzeł linii Jełgawa – Lipawa z linią do Możejek.

## Historia
Stacja została otwarta w 1887 w ramach linii kolejowej Ryga – Jełgawa – Możejki, pod nazwą Palcgrāve (niem. Pfalzgrafen, ros. Фальцграфен). Podczas I wojny światowej przystanek został zniszczony. W 1919 Zmieniono nazwę przystanku na Glūda. Wraz z otwarciem linii Glūda-Lipawa w 1928 roku zbudowano tu stację.